# Heinrich Mark
Heinrich Mark (1. října 1911 – 2. srpna 2004) byl estonský politik. Byl místopředsedou estonské exilové vlády v letech 1971–1990 a předsedou exilové vlády s pravomocí prezidenta Estonské republiky v letech 1990–1992.